# Johann Adelmann von Adelmannsfelden
Johann Adelmann von Adelmannsfelden (* 2. September 1454; † 17. Februar 1515 auf Schloss Horneck), nach anderer Schreibweise Hans IV., war Deutschmeister des Deutschen Ordens von 1510 bis 1515.

## Herkunft
Johann Adelmann von Adelmannsfelden wurde als Sohn von Georg III. Adelmann von Adelmannsfelden und Brigitte von Leonrod geboren.

## Werdegang im Deutschen Orden
Johann Adelmann von Adelmannsfelden wurden folgende Ordensämter übertragen:
- Komtur zu Blumenthal (1486–1500/04)
- Komtur zu Virnsberg (1496)
- Komtur zu Heilbronn (1508–1510)
- Komtur zu Mergentheim (1508–1510)

## Zeit als Deutschmeister
Auf dem Wahlkapitel zu Frankfurt am 12. Mai 1510 wurde Johann, Komtur zu Mergentheim, zum Deutschmeister gewählt. Seine Amtszeit war geprägt durch Auseinandersetzungen des Deutschen Ordens mit dem polnischen König um das Ordensland Preußen.
Am 1. September 1510 begleitete er den Hochmeister Friedrich von Sachsen zur „Tagfahrt“ (Verhandlung) mit König Sigmund I. von Polen nach Posen. Die Vorbereitungen für eine Tagfahrt zu Mühlhausen und für das Großkapitel zu Lübeck wurden durch den Tod des Hochmeisters am 14. Dezember 1510 unterbrochen. Nach feierlicher Einkleidung und Aufnahme des einundzwanzigjährigen Markgrafen Albrecht von Brandenburg-Ansbach in den Orden zu Mergentheim durch Johann Adelmann am 5. Januar 1511 erfolgte dann die Wahl Albrechts zum 37. Hochmeister, von dem erwartet wurde, dass er dem polnischen König den Lehnseid für das Ordensland verweigern würde. 1512 nahm Johann Adelmann am Reichstag zu Trier und Köln teil, wo er die Interessen des Ordens wahrnahm.
Sein Grabdenkmal befindet sich auf Schloss Horneck in der Schlosskapelle.